# Стімбот
Стімбот (англ. Steamboat) — переписна місцевість (CDP) в США, в окрузі Апачі штату Аризона. Населення — 235 осіб (2020).

## Географія
Стімбот розташований за координатами 35°45′9″ пн. ш. 109°51′2″ зх. д. / 35.75250° пн. ш. 109.85056° зх. д. (35.752636, -109.850583).  За даними Бюро перепису населення США в 2010 році переписна місцевість мала площу 6,20 км², з яких 6,20 км² — суходіл та 0,00 км² — водойми.

## Демографія
Згідно з переписом 2010 року, у переписній місцевості мешкали 284 особи в 74 домогосподарствах у складі 64 родин. Густота населення становила 46 осіб/км².  Було 92 помешкання (15/км²).
Расовий склад населення:
| - 95,4 % — корінних американців - 0,7 % — білих |

До двох чи більше рас належало 3,9 %. Частка іспаномовних становила 4,9 % від усіх жителів.
За віковим діапазоном населення розподілялося таким чином: 31,7 % — особи молодші 18 років, 54,6 % — особи у віці 18—64 років, 13,7 % — особи у віці 65 років та старші. Медіана віку мешканця становила 33,0 року. На 100 осіб жіночої статі у переписній місцевості припадало 94,5 чоловіків;  на 100 жінок у віці від 18 років та старших — 96,0 чоловіків також старших 18 років.
Середній дохід на одне домашнє господарство  становив 27 652 долари США (медіана — 22 625), а середній дохід на одну сім'ю — 27 805 доларів (медіана — 23 250). За межею бідності перебувало 57,8 % осіб, у тому числі 82,5 % дітей у віці до 18 років та 18,4 % осіб у віці 65 років та старших.
Цивільне працевлаштоване населення становило 59 осіб. Основні галузі зайнятості: освіта, охорона здоров'я та соціальна допомога — 62,7 %, публічна адміністрація — 11,9 %, мистецтво, розваги та відпочинок — 8,5 %, транспорт — 6,8 %.